# Проспект Ленина (Петрозаводск)

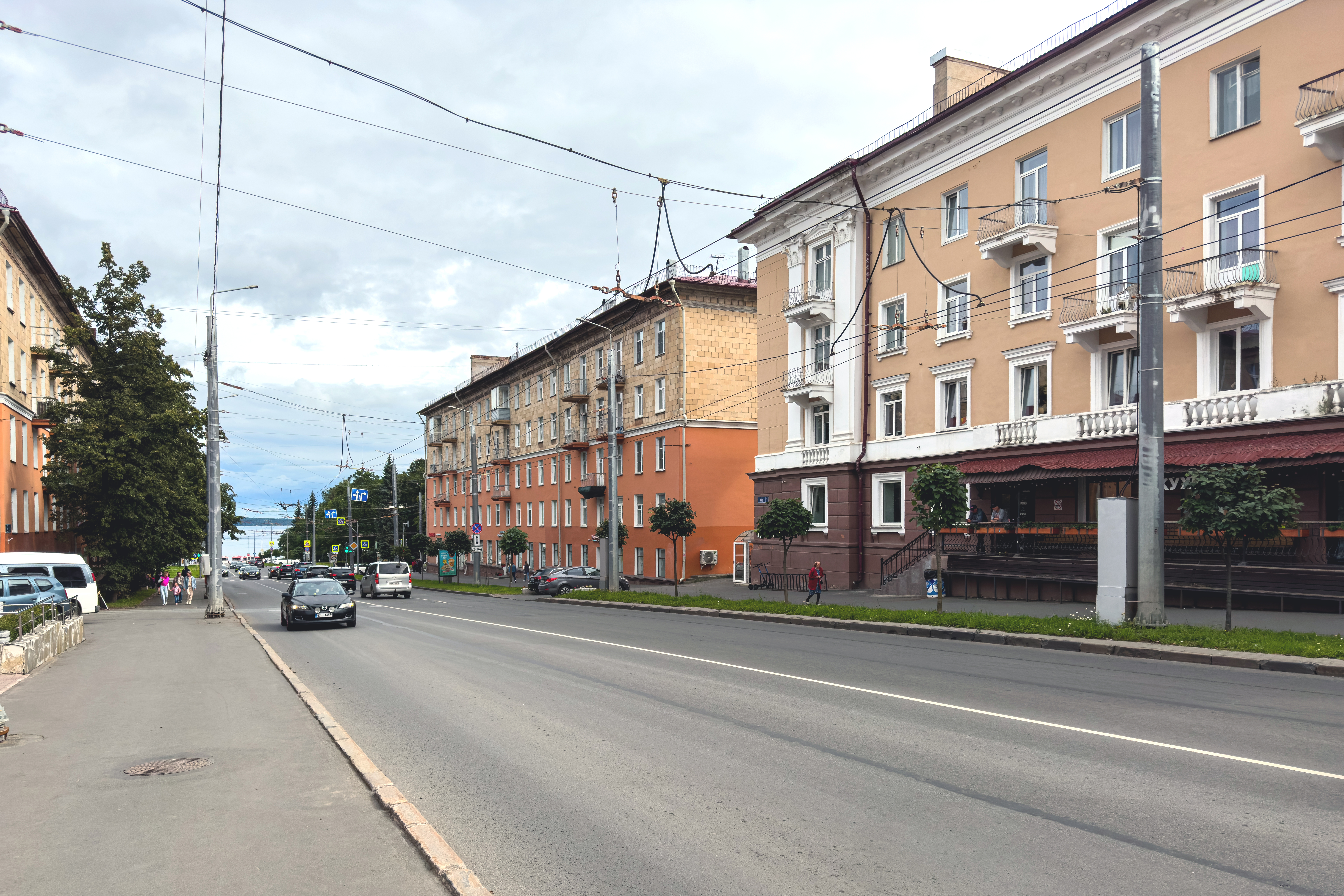
Вид на Онежское озеро

Проспе́кт Ле́нина (карел. Leninan prospektu) — проспект в городе Петрозаводске, архитектурный ансамбль.

## Общие сведения
Главная магистраль города. Проходит от Онежской набережной до площади Гагарина. Протяжённость 1,8 км.

## Названия

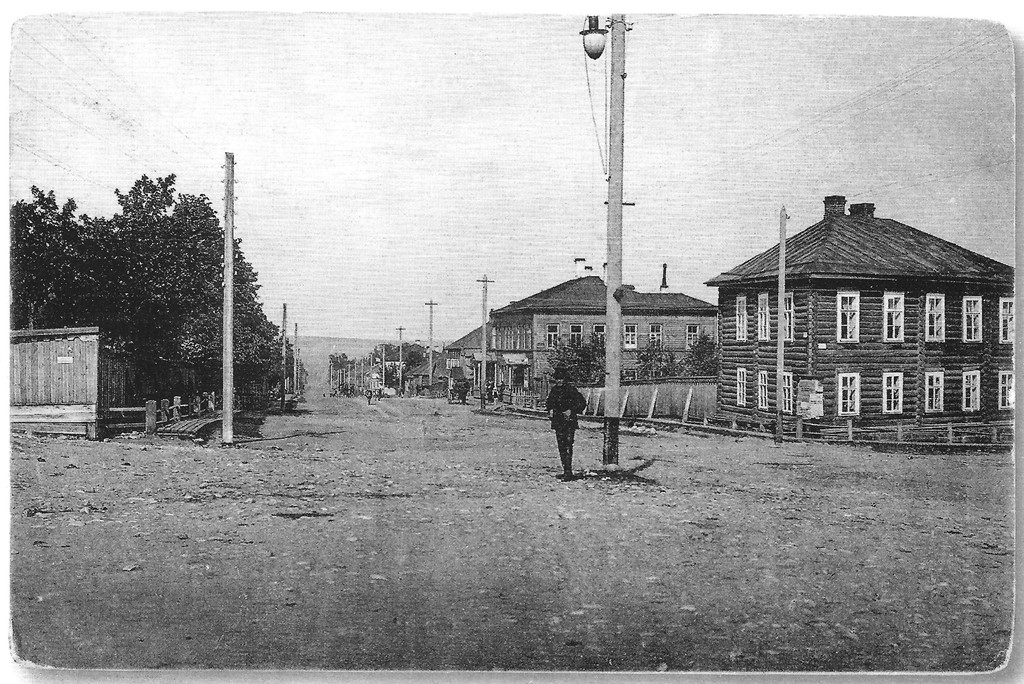
Бородинская улица

- до 1912 года — Святнаволоцкая улица — названа по деревне Святнаволок, трактом на которую являлась данная улица
- с 1912 года — Бородинская улица — переименована по случаю столетия Бородинского сражения
- с 23.10.1918 — проспект Ленина
- в 1941—1944 годах — Karjalankatu (рус. Карельская улица) (в период оккупации Петрозаводска финскими войсками)[2]
- с 29.10.1944 по настоящее время — проспект Ленина

## Здания и сооружения
- Дворец бракосочетания и приёмов (1947—1953, арх. Р. Б. Корнев), с 1954 до 1995 года в здании размещался Дворец пионеров и школьников
- Администрация Петрозаводского городского округа и Петрозаводский городской совет (здание введено в эксплуатацию в январе 1980 года для размещения Петрозаводского городского комитета КПСС и Горисполкома, арх. В. И. Антохин, Э. Ф. Андреев, Э. И. Журавлёв)
- Министерство здравоохранения и социального развития Республики Карелия (1978, арх. Е. П. Ферсанов)
- Храм Божией Матери Неустанной Помощи (1906)
- Торговый центр «Макси» (2013)
- Гостиница «Северная» (1939, арх. Ю. Русанов, реконструкция 1947—1948 арх. К. Я. Гутин)
- Кинотеатр «Победа» (1950, арх. С. И. Якшин)
- Министерство образования Республики Карелия (1978 год, арх. Ферсанов Е. П.)
- Главный корпус ПетрГУ (1954—1956, арх. Л. К. Мунасыпова, Т. Э. Лийк, Л. Ю. Тарлер, Г. В. Воронова, В. И. Антохигн)
- Здание Правительства Республики Карелия (1937, реконструкция 1940)
- Бывшее здание Наркомата иностранных дел Карело-Финской ССР (1936, реставрация 2023)
- Здание Железнодорожного вокзала (1947, арх. Д. С. Масленников)
- № 20а — двухэтажное каменное административное здание постройки конца XIX — начала XX веков, одно из немногих сохранившихся примеров городских каменных зданий конца XIX ‒ начала XX веков[3].
- № 24, 24А — деревянные исторические здания 1917 года постройки, часть ансамбля административных зданий управления Мурманской железной дороги[4].

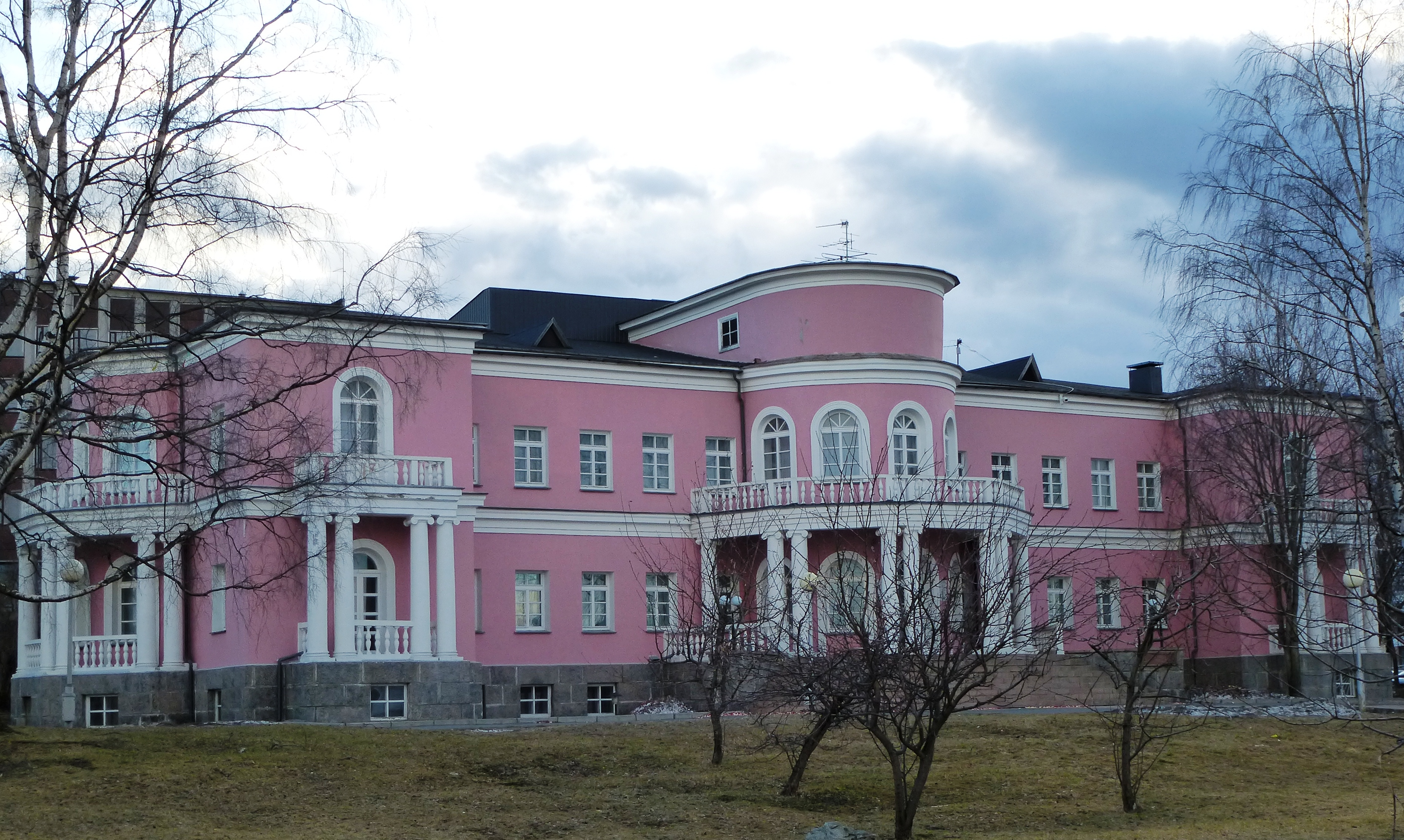
Дворец бракосочетания и приёмов
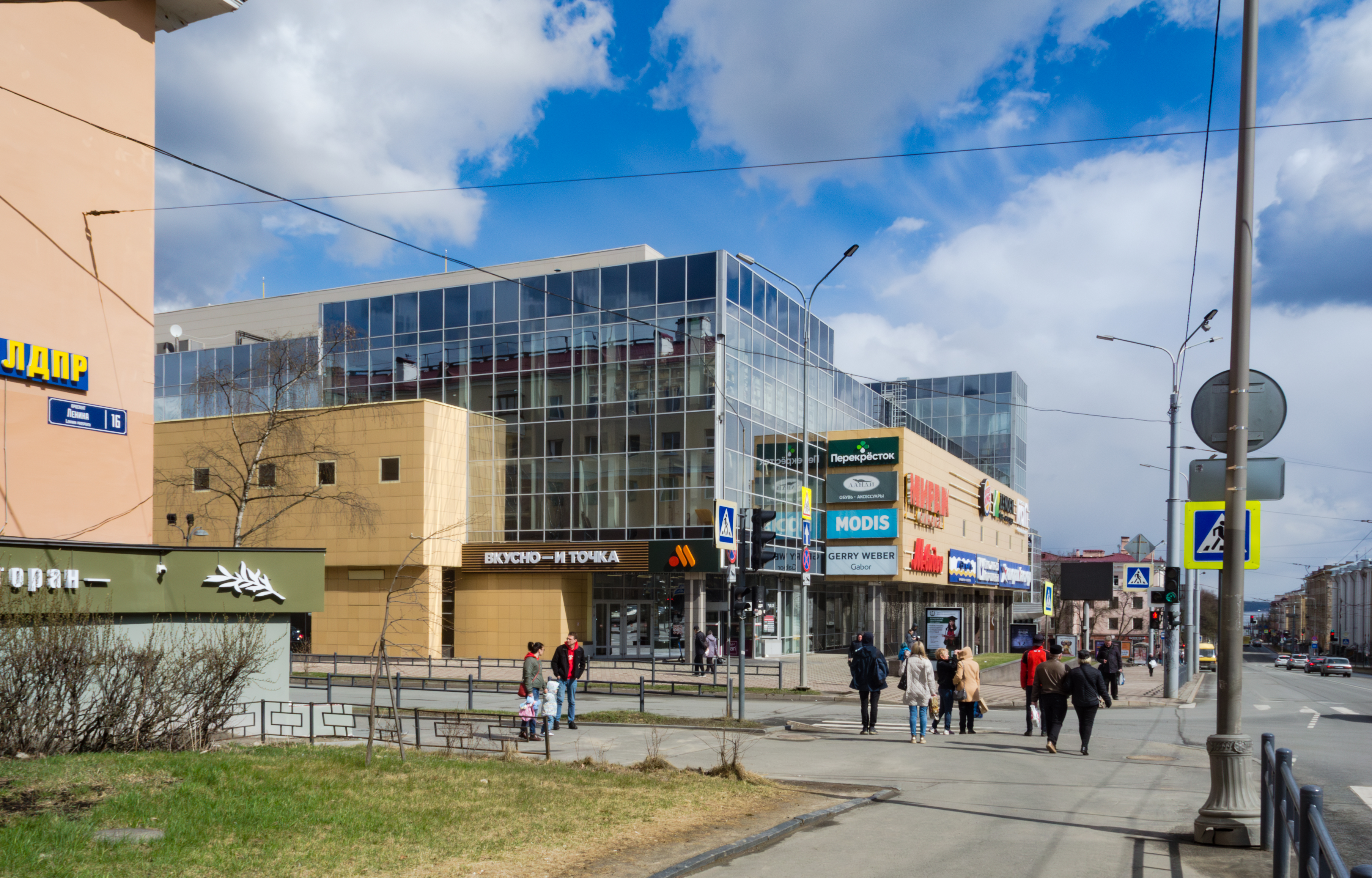
Торговый центр "Макси". Проспект Ленина 14
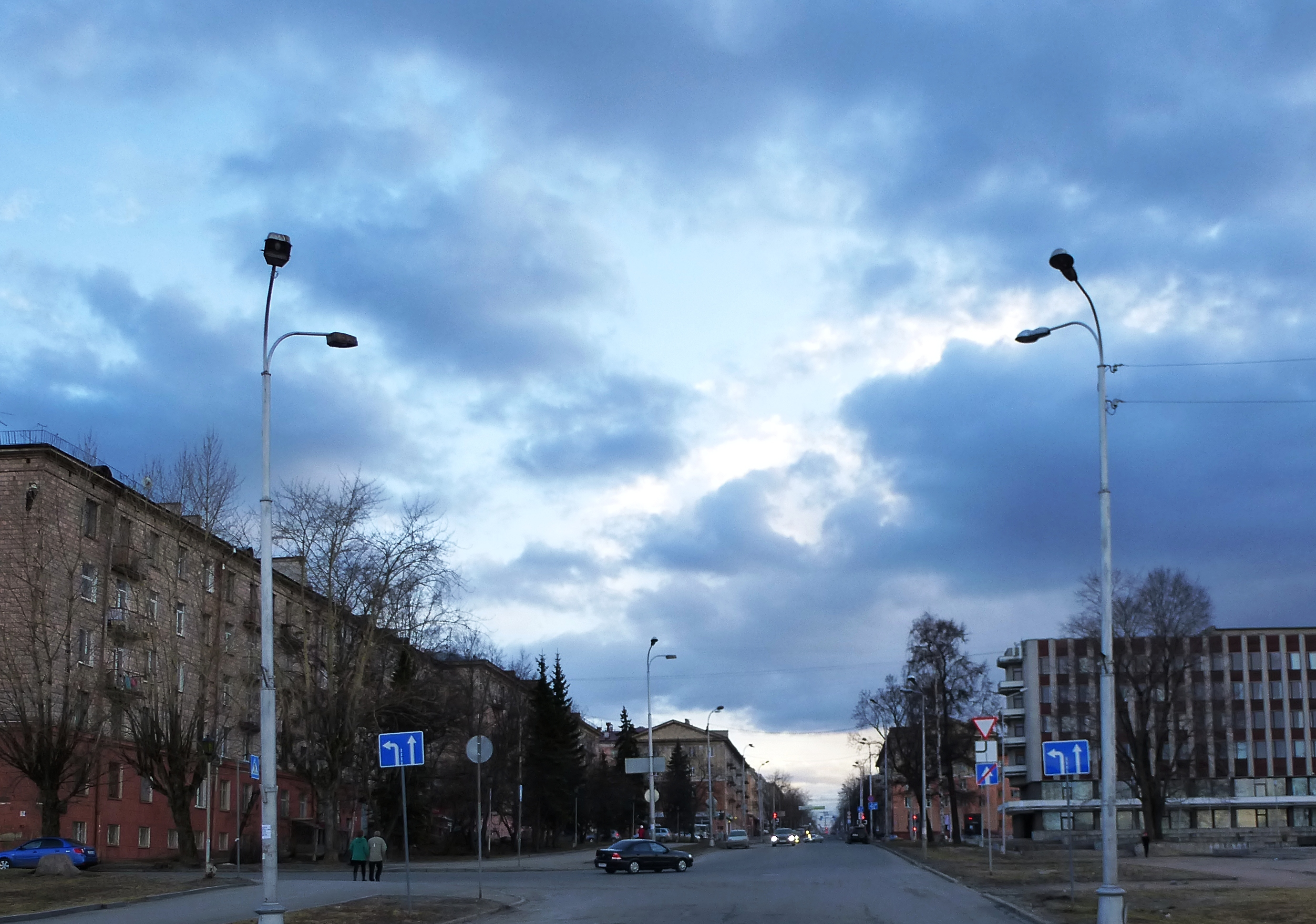
Вид с набережной Онежского озера
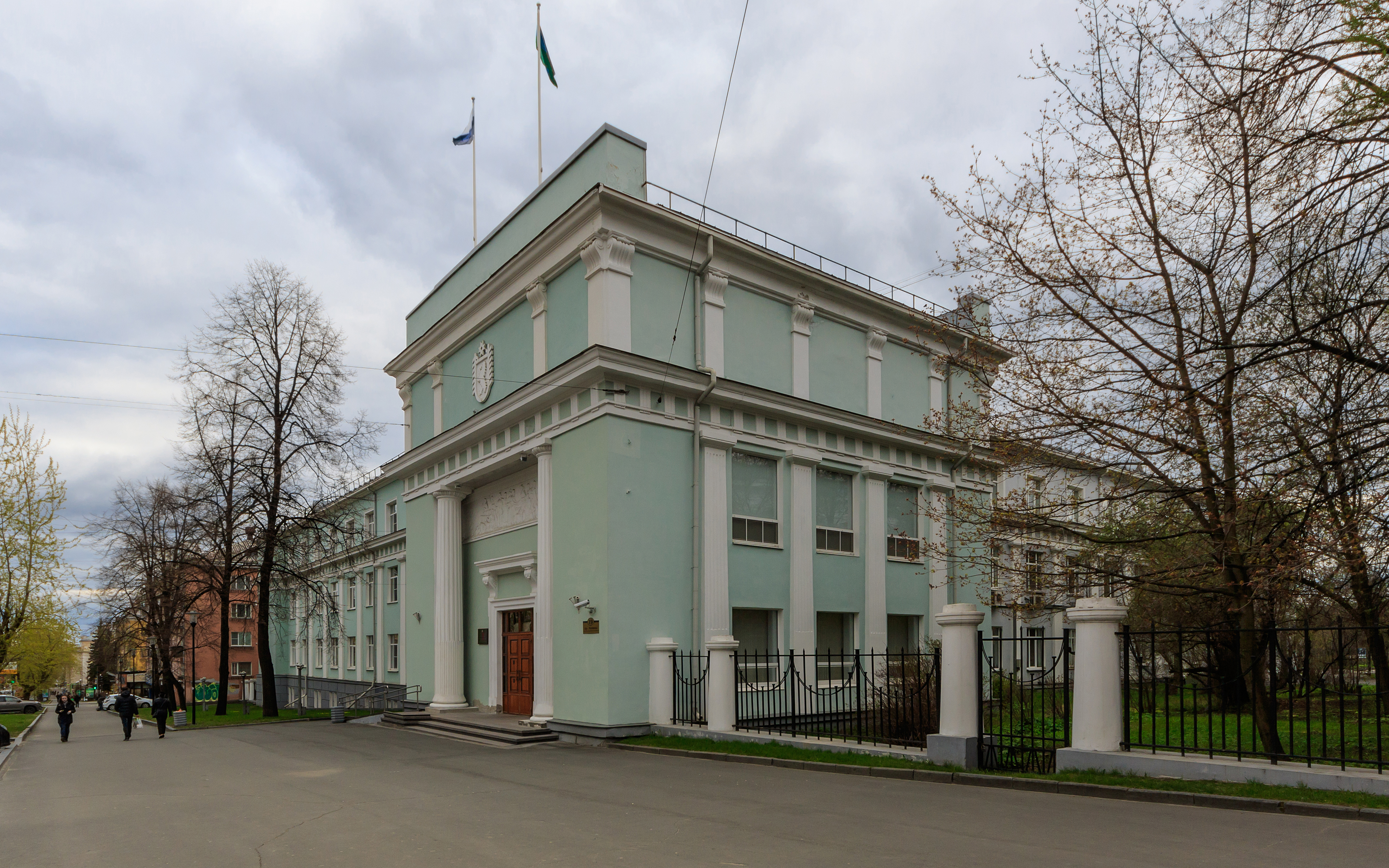
Здание Правительства Республики Карелия
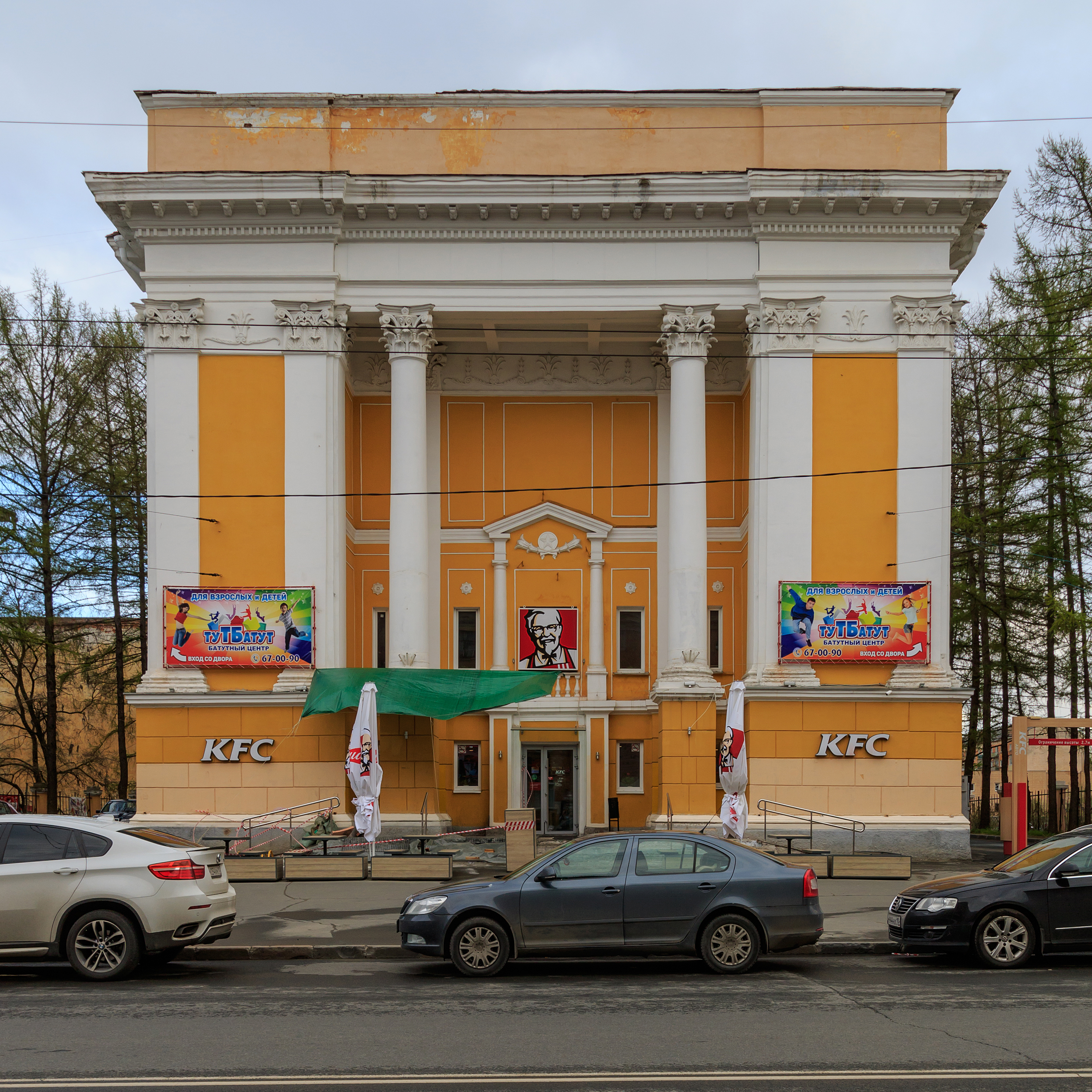
Кинотеатр «Победа»
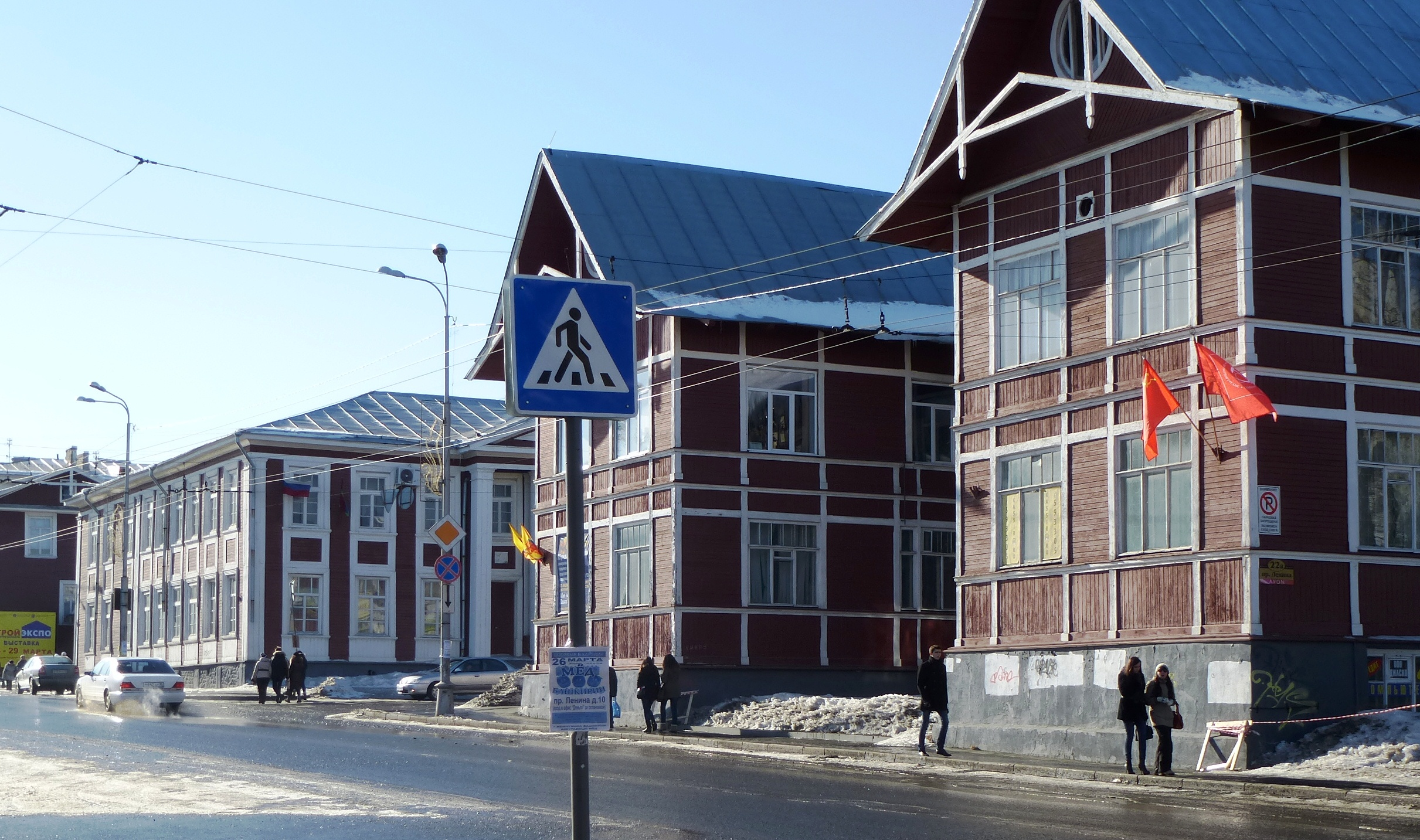
Деревянные здания на проспекте Ленина
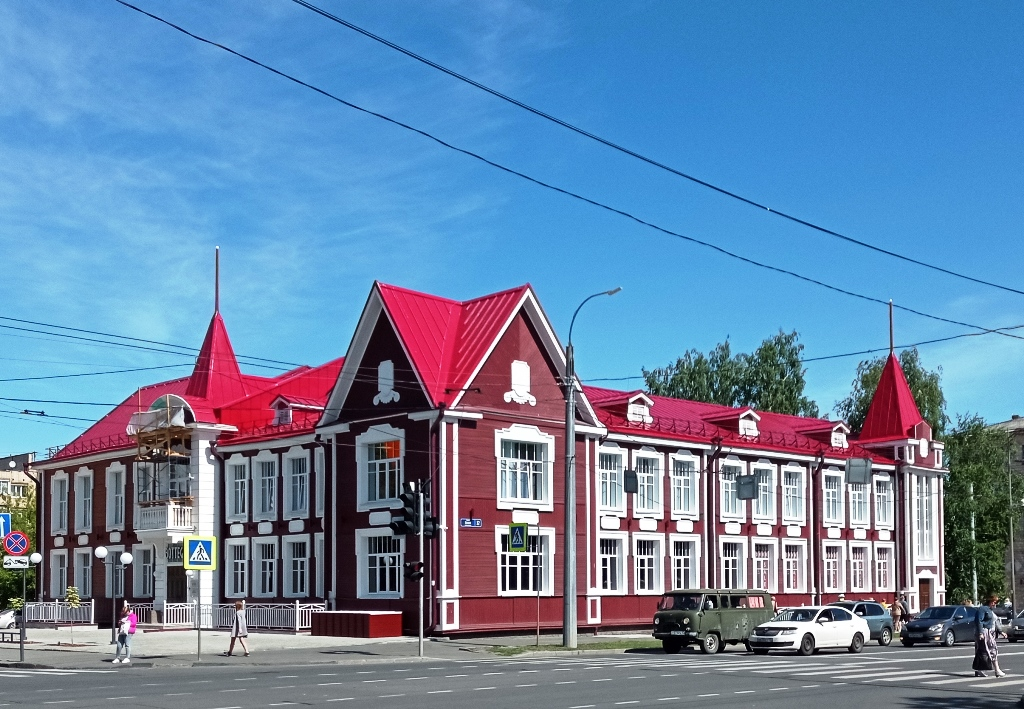
Бывшее здание  Наркомата иностранных дел Карело-Финской ССР
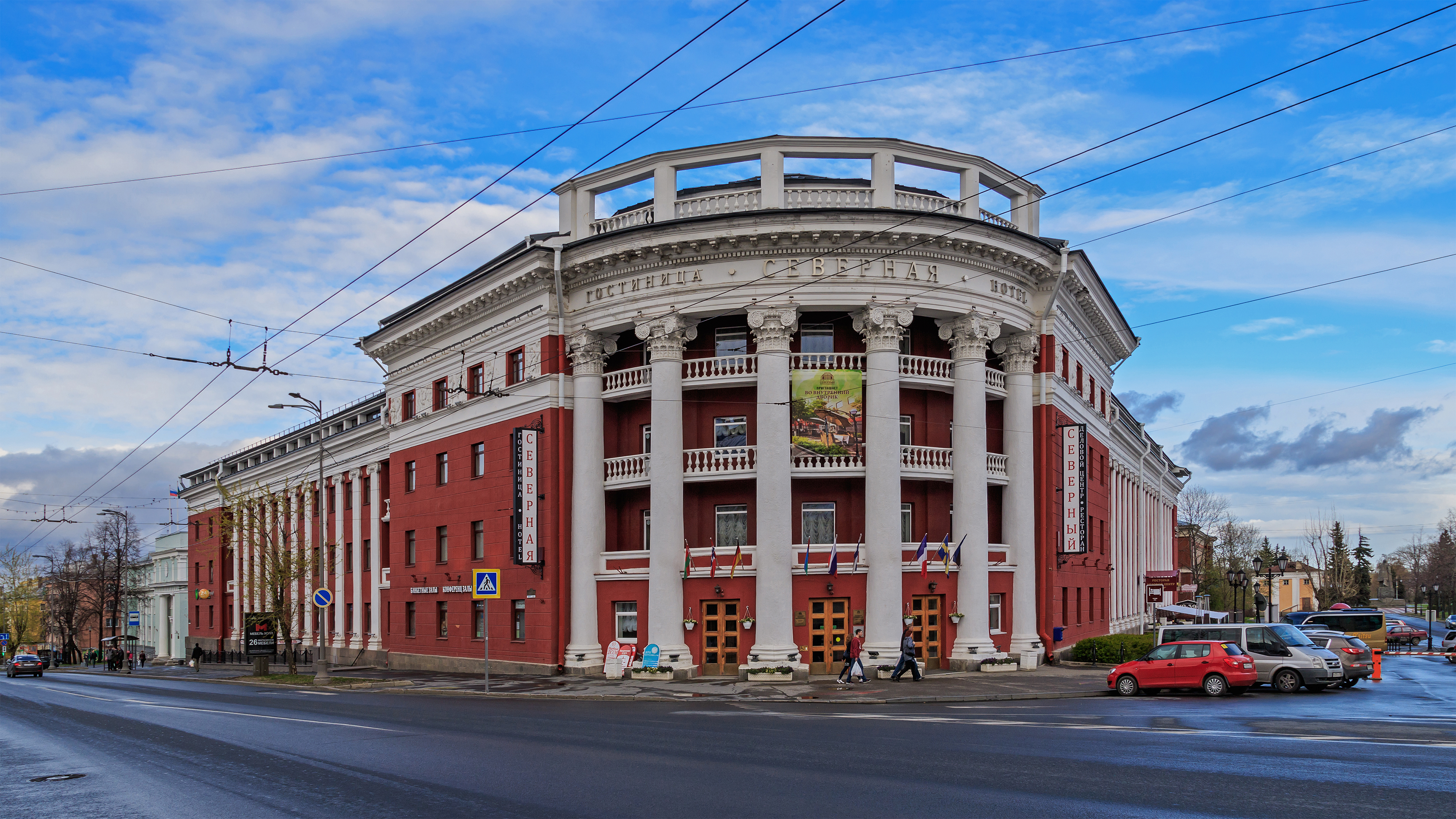
Гостиница «Северная»
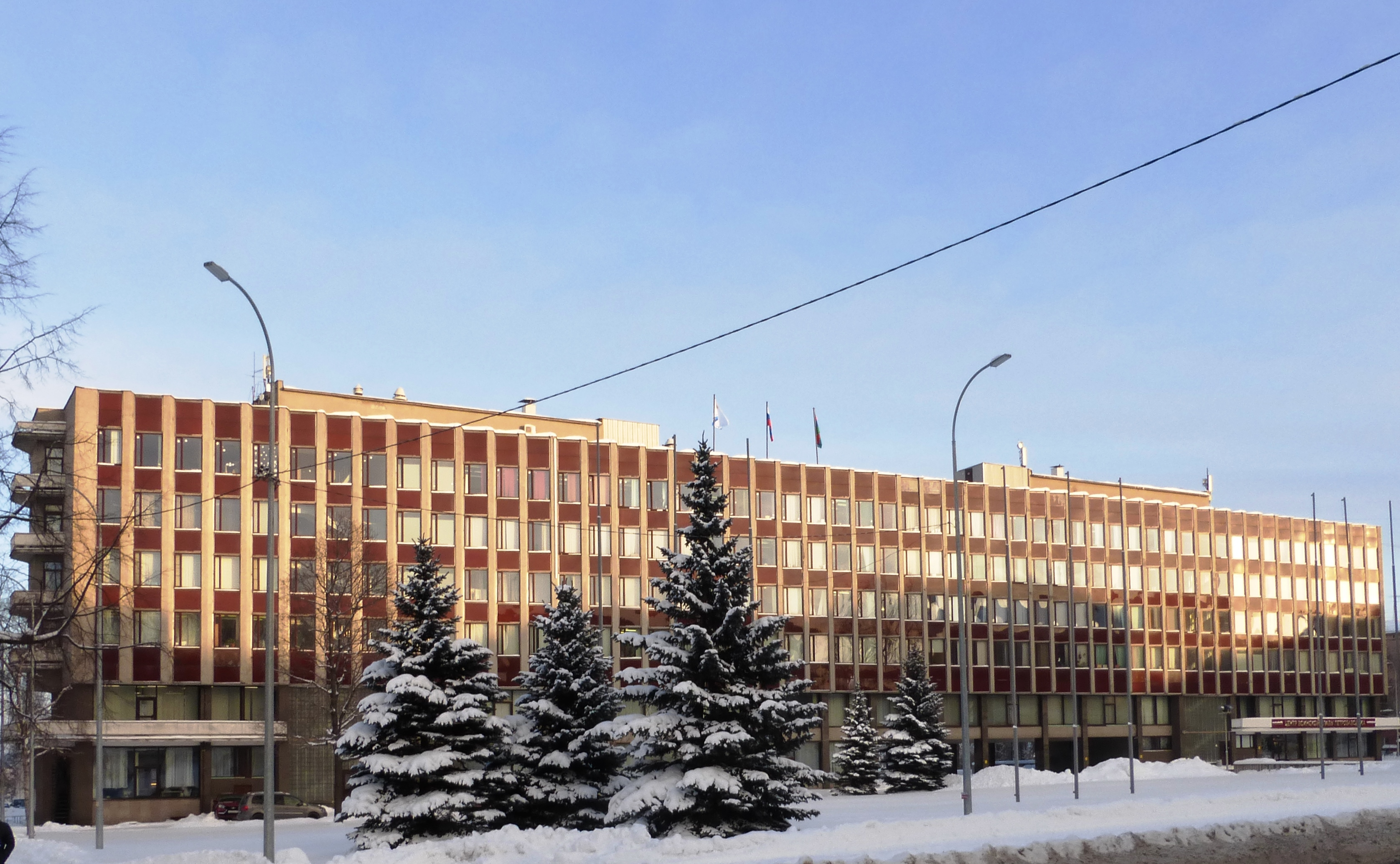
Администрация Петрозаводского городского округа
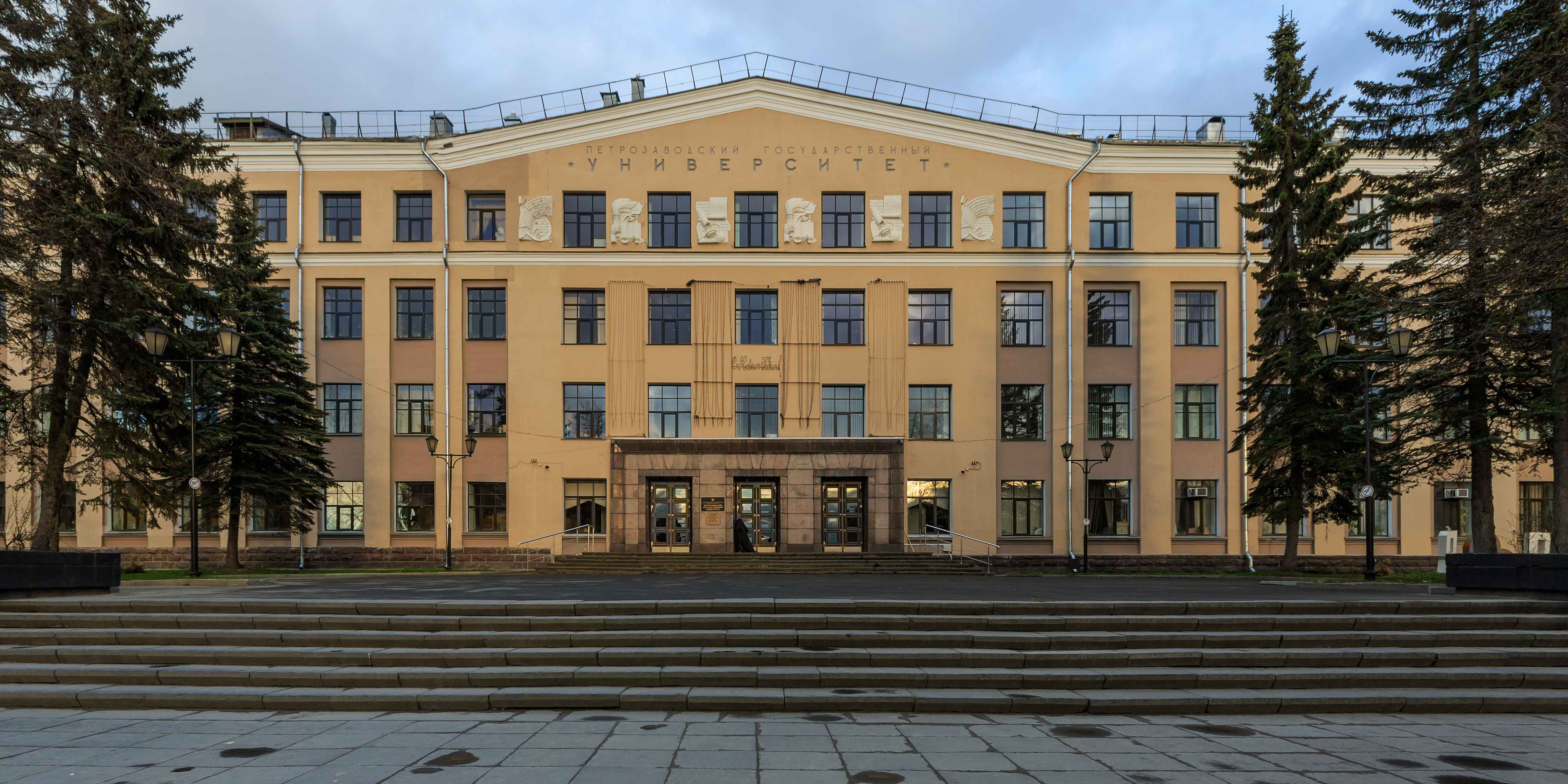
Петрозаводский государственный университет
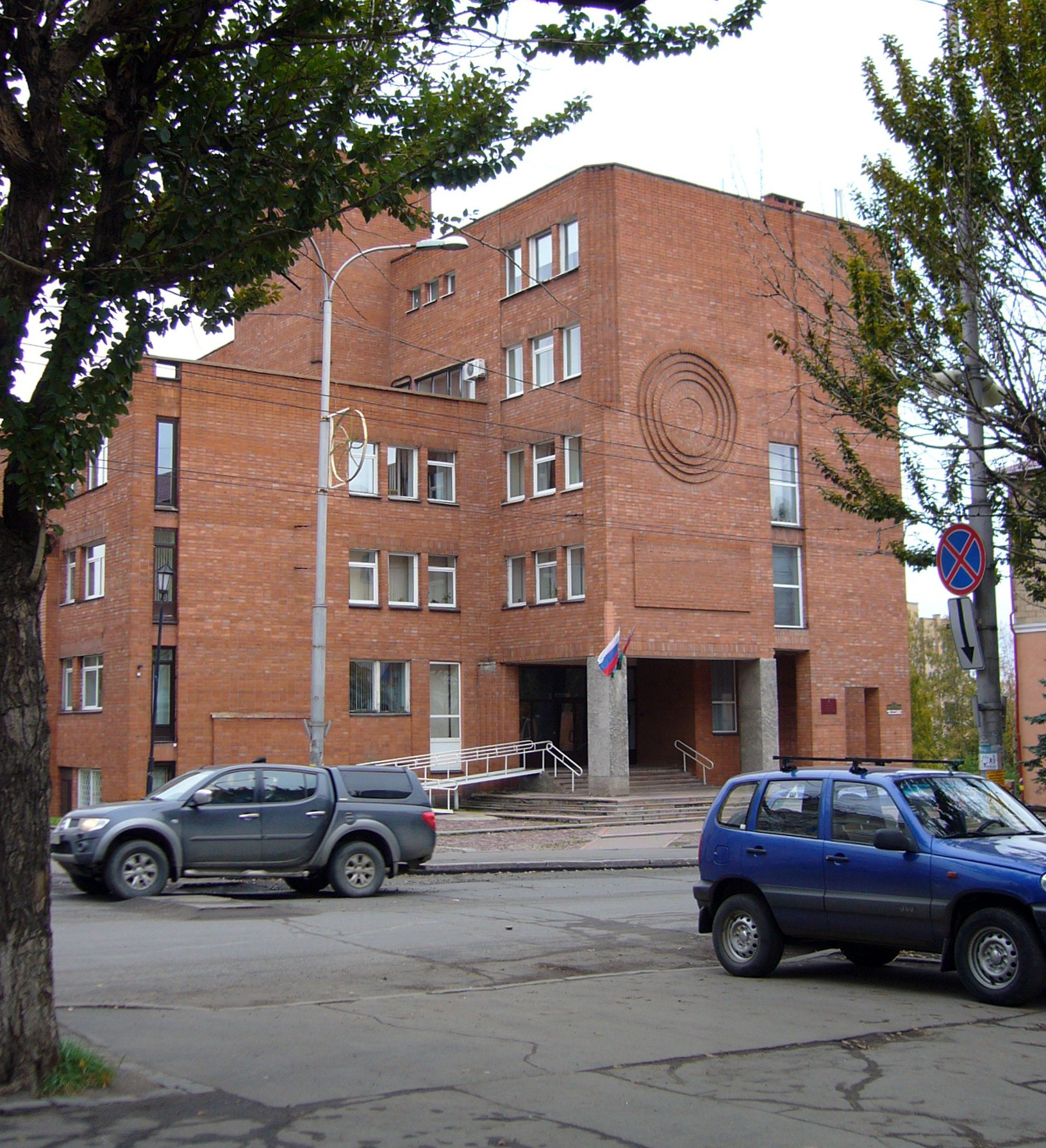
Министерство здравоохранения и социального развития Республики Карелия
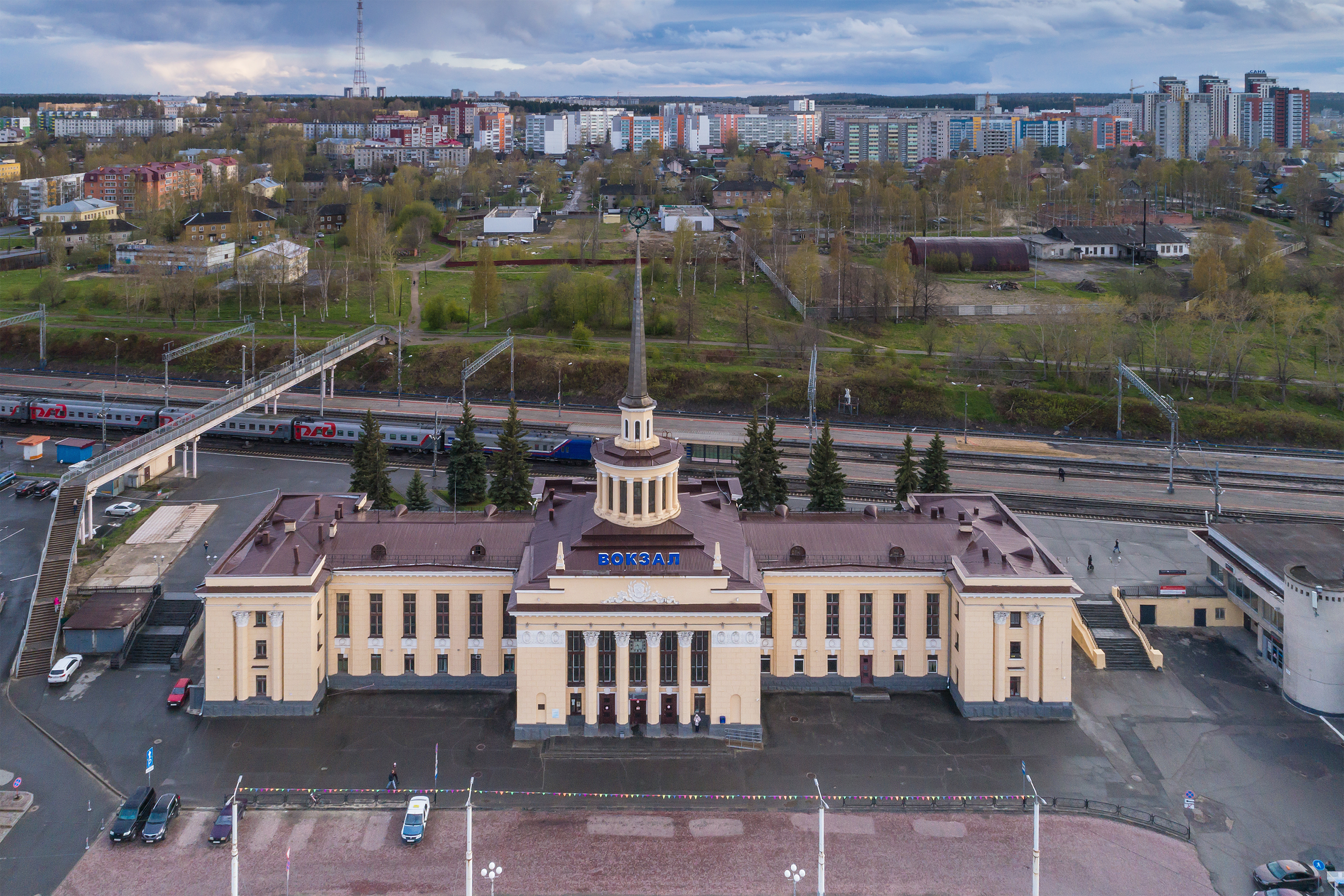
Железнодорожный вокзал
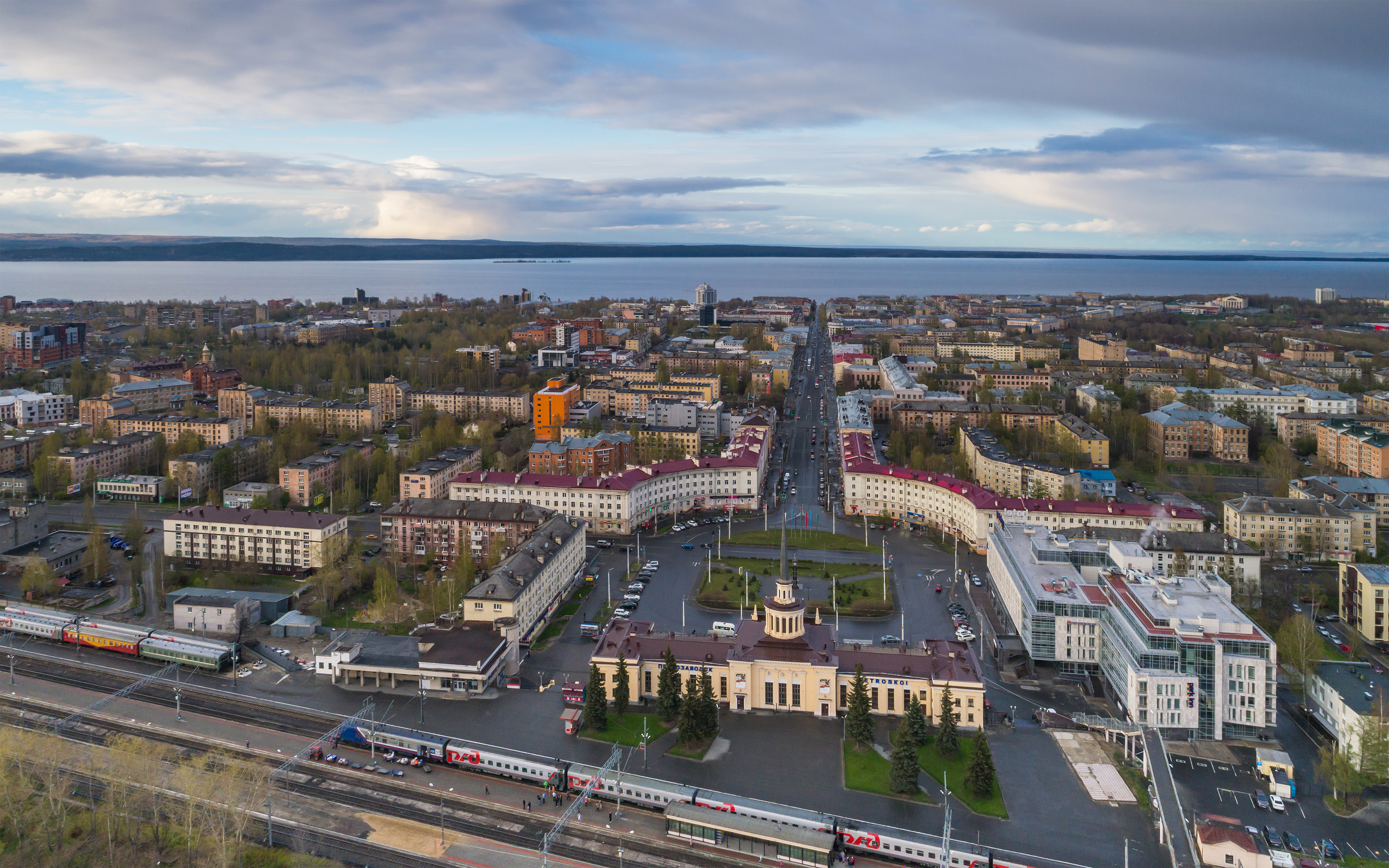
Аэрофотосъёмка проспекта Ленина со стороны вокзала

## Транспорт

### Автобус
Через проспект Ленина проходят следующие автобусные маршруты:
- № 4 «Финский проезд — Рабочая улица»[6];
- № 5 «Сулажгорская улица — Птицефабрика»[7];
- № 8 «Рабочая улица — ЖК Бульвар у родников»[8];
- № 12 «Финский проезд — ЖК Бульвар у родников»[9];
- № 14 «Финский проезд — Рабочая улица»[10];
- № 17 «Финский проезд — ЖК Бульвар у родников»[11];
- № 19 "Финский проезд — ЗАО «Петрозаводскмаш»[12];
- № 21 «Балтийская улица — Балтийская улица»[13];
- № 22 «Балтийская улица — Балтийская улица»[14];
- № 23 «Зимник — Финский проезд»[15];
- № 25 «ТИЗ Усадьба — ДСК»[16];
- № 26 «Финский проезд — Кемская улица[17]»;
- № 27 «Рабочая улица — Чистая улица»[18];
- № 28 «Рабочая улица — Финский проезд»[19];
- № 30 «Томицы — Лыжная улица»[20];
- № 31 «Садовый центр — Лыжная улица»[21].

### Троллейбус
Через проспект Ленина проходят следующие троллейбусные маршруты:
- № 1 «Кемская улица — Чистая улица»[22];
- № 3 «Заводская улица — Хлебокомбинат»[23];
- № 5 «Лыжная улица — ДСК»[24];
- № 6 «Улица Корабелов — Товарная станция»[25];
- № 7 «Улица Корабелов — Чистая улица»;
- № 8 «Заводская улица — Чистая улица»[26].